# Närkes runinskrifter 11
Närkes runinskrifter 11 är en runsten som står rest i Hummelsta i Stora Mellösa socken, Örebro kommun.

## Historia
Stenen ristades förmodligen i mitten av eller under senare delen av 1000-talet. Det tidigaste skriftliga omnämnandet av runstenen är från 1667 i Rannsakningarna. Kyrkoherden i Asker lämnade en uppgift om en runsten som befann sig söder om Tälje bro. Någon gång mellan 1824 och 1844 flyttade en nämndeman i Hummelsta den då omkullvälta stenen därifrån till sin gårds gärdesgård. Denna gärdesgård ersattes på 1860-talet av en stenmur som runstenen murades in i, och här befinner den sig fortfarande.

## Stenen och dess text
Stenen är av blågrå granit och är 1.25 meter hög. Inskriften, som börjar nedtill till vänster och avslutas i mitten av stenen, lyder
i translitteration
: biorn : auk : keiruatr : letu : resa : sten : þensa : eftiR :
: eibiurn : faþur : sin : kuþ : hialbi selu : hans :,
i normalisering
Biorn ok GæiRhvatr letu ræisa stæin þensa æftiR Æibiorn, faður sinn. Guð hialpi selu hans.
och i översättning
”Björn och Gervat läto resa denna sten efter Ebjörn, sin fader. Gud hjälpe hans själ”.
Stenen är alltså rest av bröderna Biorn och GæiRhvatr till minne av deras far Æibiorn.